# Jim Hager
Jim Hager (* 30. August 1946 in Chicago, Illinois; † 1. Mai 2008 in Nashville, Tennessee) war ein US-amerikanischer Musiker, Comedian, Schauspieler und Fernsehmoderator. Zusammen mit seinem Zwillingsbruder Jon moderierte er die Sendung Hee Haw zwischen 1969 und 1986.

## Leben
Jim Hagers Karriere war zeit seines Lebens mit seinem Bruder verbunden. Sie begannen als Sänger im Kirchenchor. Als Teenager sangen sie in Shows im Lokalfernsehen. Nachdem beide den Militärdienst geleistet hatten, zogen sie nach Kalifornien und traten im Ledbetter's Night Club in Los Angeles neben The Carpenters, John Denver, Steve Martin und Kenny Rogers auf. Sie arbeiteten zudem bei Disneyland, wo sie von Buck Owens entdeckt und unter Vertrag genommen wurden. Die Brüder traten daraufhin als Vorgruppe vor Tex Ritter, Wynn Stewart, Billie Jo Spears und Lefty Frizzell auf.
1969 wurden sie für die CBS-Show Hee Haw unter Vertrag genommen, die Serie wurde ein großer Erfolg und lief fast 25 Jahre. Im selben Jahr unterschrieben die Brüder einen Plattenvertrag bei Capitol Records und hatten eine Hitsingle in den Country Charts. Alles in allem nahmen sie sechs Alben auf. 1976 spielte er zusammen mit seinem Bruder Jon die Hauptrollen im Fernsehfilm Twin Detectives. 
Jim Hager erlag am 1. Mai 2008 einem Herzinfarkt, Jon Hager starb acht Monate später am 8. Januar 2009.